# Antoni Zabielski
Antoni Hieronim Dionizy Zabielski herbu Trzaska (ur. 8 września 1842 w Sokołowie, zm. 1916 w Przeworsku) – powstaniec styczniowy, właściciel ziemski, urzędnik.

## Życiorys
Urodził się 8 września 1842 w Sokołowie w Królestwie Polskim. Został praktykantem gospodarczym. Od 1861 działał w ruchu niepodległościowym. Był członkiem i wysłannikiem Komitetu Centralnego, jednym z organizatorów powstania styczniowego 1863, sformował wówczas oddział kosynierów, którego był początkowo dowódcą. Następnie służył jako setnik, szeregowiec w strzelcach, Żuawach, jako porucznik kawalerii. Uczestniczył w walkach na ziemi hrubieszowskiej i zamojskiej biorąc udział w bitwach m.in. pod Lubartowem 22 na 23 stycznia, pod Markuszowem, pod Kurowem 24 stycznia. Od 30 stycznia 1863 służył w oddziale Leona Frankowskiego i Zdanowicza, biorąc udział w bitwach pod Kazimierzem nad Wisłą, pod Słupczą 8 lutego. Później walczył pod komendą Mariana Langiewicza i Morbitzera. Pod koniec kwietnia 1863 przeszedł granicę austriacką pod Baranami wraz z grupą powstańców dowodzonych przez Józefa Śmiechowskiego. Był internowany w Austrii, później aresztowany i zwolniony. W Galicji ukrywał się pod nazwiskiem Andrzej Poznański. Po amnestii ujawnił prawdziwe nazwisko i uznał poddaństwo austriackie. Podczas powstania utracił swój spory majątek, który posiadał wcześniej (był umniejszony po konfiskacie po powstaniu listopadowym 1831).
Został administratorem folwarków w Rogóżnie i Kosinie, należących do księcia Jerzego Lubomirskiego, którego poznał w powstaniu. Od 1901 był dyrektorem Kasy Zaliczkowej w Przeworsku.
Jego pierwszą żoną była Berta Rafeala z domu Lipsch, z którą miał pięcioro dzieci, w tym czterech synów: Stanisława (1880-1937, legionista, podpułkownik Wojska Polskiego), Antoni (służył w marynarce), Stefana (1887-1940, podpułkownik Wojska Polskiego, ofiara zbrodni katyńskiej), Zdzisława (także uczestnik I wojny światowej). W 1892 roku poślubił Julię Marię Lewkowicz.
Zmarł na początku kwietnia w Przeworsku w wieku 74 lat.
Zmarli powstańcy 1863 roku zostali odznaczeni przez prezydenta RP Ignacego Mościckiego 21 stycznia 1933 roku Krzyżem Niepodległości z Mieczami.